# Lermontow (miasto)
Lermontow (ros. Лермонтов) – miasto w Rosji w Kraju Stawropolskim.

## Historia
Początek historii miasta to rok 1953. Miejscowość została zbudowana „od zera” jako osiedle pracownicze dla robotników pracujących w pobliskich kopalniach przy wydobyciu rudy uranu.
24 lipca 1956 roku dekretem Prezydium Rady Najwyższej ZSRR osiedle Lermontow uzyskało prawa miejskie.
W 1981 roku w mieście odsłonięto pomnik Michaiła Lermontowa, od którego nazwiska pochodzi nazwa miasta. Okazją ku temu była 140 rocznica śmierci poety.